# Tlanipatla, Eduardo Neri
Tlanipatla är en ort i Mexiko.   Den ligger i kommunen Eduardo Neri och delstaten Guerrero, i den södra delen av landet, 180 km söder om huvudstaden Mexico City. Tlanipatla ligger 1 494 meter över havet och antalet invånare är 1 276.
Terrängen runt Tlanipatla är kuperad. Runt Tlanipatla är det ganska glesbefolkat, med 43 invånare per kvadratkilometer. Närmaste större samhälle är Zumpango del Río, 18,8 km söder om Tlanipatla. I omgivningarna runt Tlanipatla växer huvudsakligen savannskog.